# Arthur Harden
Sir Arthur Harden (12. října 1865 Manchester – 17. června 1940 Bourne End) byl britský biochemik, který v roce 1929 spolu s Hansem von Euler-Chelpin získal Nobelovu cenu za chemii za „objev fermentace cukrů a fermentačních enzymů“.
V roce 1882 nastoupil na Manchesterskou univerzitu, kterou absolvoval v roce 1885. Poté rok studoval na Univerzitě Erlangen-Nuremberg a pak se vrátil do Manchesteru. Zde působil až do roku 1897, kdy začal pracovat na Lister Institute of Preventive Medicine. Do důchodu odešel roku 1930.
Získal mnoho čestných titulů a roku 1926 byl pasován na rytíře. Byl členem Královské společnosti a v roce 1935 získal Davyho medaili.
Byl ženatý a bezdětný. Jeho žena zemřela v roce 1928 a on skonal 17. června 1940 ve svém domě ve vesnici Bourne End v Buckinghamshire.